# Neolampas
Neolampas is een geslacht van zee-egels, en het typegeslacht van de familie Neolampadidae. De wetenschappelijke naam van het geslacht werd in 1869 voorgesteld door Alexander Agassiz.

## Soorten
- Neolampas rostellata A. Agassiz, 1869